# مدرسهٔ بازرگانی
مدرسهٔ بازرگانی با پیشینه‌ای که به زمان تأسیس مدرسه عالی بازرگانی در سال ۱۳۳۷ بازمی‌گردد، یکی از کوچک‌ترین و برترین مدرسه و دانشکده‌های اقتصاد در ایران است که زیر نظر دانشگاه علامه طباطبائی می‌باشد.
این دانشکده با دارا بودن بیشترین تعداد عضو هیئت علمی در بین دانشکده‌های اقتصاد سراسر کشور، تنوعی بی‌بدیل را در تخصص‌ها و دیدگاه‌های مختلف داراست که نتیجه آن در تنوع رشته‌ها و گرایش‌های مختلف اقتصاد متبلور شده‌است. این ویژگی در کنار مزیت‌های دیگری همچون وجود قطب علمی اقتصاد توسعه، پژوهشکده علوم اقتصادی و دارا بودن فصلنامه‌های علمی-پژوهشی متعدد (فصلنامه پژوهشنامه اقتصادی، فصلنامه پژوهشهای اقتصادی ایران، فصلنامه اقتصاد انرژی ایران و فصلنامه اقتصاد محیط زیست و منابع طبیعی) سبب شده تا همواره مورد توجه ویژه نهادهای سیاستگذاری و برنامه‌ریزی کشور قرار گرفته و به عنوان سرمایه‌ای نمادین در آموزش و پژوهش اقتصاد در ایران، ایفای نقش نماید.
برگزاری همایش‌های ملی و نشست‌ها و کارگاه‌های آموزشی و پژوهشی تخصصی متعدد، محیط دانشکده را به فضایی پویا تبدیل نموده‌است.

## مقاطع تحصیلی
مقطع کارشناسی در ۴ رشته اقتصاد بازرگانی، اقتصاد صنعتی، اقتصاد کشاورزی و اقتصاد نظری می‌باشد و از سال ۱۳۹۵ تا ۱۳۹۷، دانشجو فقط به عنوان رشته علوم اقتصادی پذیرفته می‌شد و در ترم ۳ می‌توانست، گرایش‌ مورد نظر خود را انتخاب کنند. با تغییرات چارت درسی از سال ۱۳۹۸، دانشجویان بدون گرایش در مقطع کارشناسی فارغ التحصیل می‌شوند.
مقطع کارشناسی‌ارشد در رشته علوم اقتصادی (با ۶ گرایش اقتصاد نظری، اقتصاد توسعه و برنامه‌ریزی اقتصادی، اقتصاد محیط زیست، اقتصاد انرژی، اقتصاد اسلامی و اقتصاد و تجارت‌الکترونیک)
مقطع دکتری در ۳ رشته علوم اقتصادی (با گرایش‌های اقتصاد بین‌الملل، اقتصاد ایران، اقتصاد ریاضی، اقتصادسنجی، اقتصاد پولی، اقتصاد مالی، اقتصاد منابع، اقتصاد شهری و منطقه‌ای، توسعه اقتصادی و اقتصاد بخش‌عمومی)، اقتصاد نفت و گاز (با گرایش‌های بازارها و مالیه نفت و گاز و حقوق و قراردادهای نفت و گاز) و فلسفه اقتصاد اسلامی.

## انجمن های علمی
چهار انجمن علمی تخصصی این دانشکده عبارتند از 'انجمن علمی توسعه اقتصادی و برنامه ریزی، انجمن علمی اقتصاد نظری ، انجمن علمی اقتصاد انرژی و محیط زیست و انجمن علمی تجارت الکترونیک 

## اساتید سرشناس
- داوود دانش جعفری (وزیر امور اقتصاد و دارایی دولت نهم، عضو مجمع تشخیص مصلحت نظام)
- سید احسان خاندوزی (وزیر امور اقتصاد و دارایی دولت دوازدهم)
- عباس شاکری (استاد برجسته اقتصاد)
- فرشاد مومنی (استاد برجسته اقتصاد نهادگرا و رئیس موسسه دین و دانش)
- جمشید پژویان (دبیر سابق اقتصاد کلان مجمع تشخیص مصلحت نظام)
- شمس‌الدین حسینی (زیر امور اقتصاد و دارایی دولت نهم و دهم، نماینده یازدهمین دوره مجلس شورای اسلامی)
- مسعود درخشان